# HD125349
HD125349 — хімічно пекулярна зоря спектрального класу A1, що має видиму зоряну величину в смузі V приблизно  6,2.
Вона  розташована на відстані близько 331,5 світлових років від Сонця.

## Фізичні характеристики
Зоря HD125349 обертається 
досить швидко 
навколо своєї осі. Проєкція її екваторіальної швидкості на промінь зору становить  Vsin(i)= 86км/сек.